# El Cid (sèrie de televisió)
El Cid és una sèrie de televisió espanyola d'acció, història i drama produïda per Zebra Producciones per Prime Video. És protagonitzada per Jaime Lorente, José Luis García Pérez, Elia Galera, Carlos Bardem, Juan Echanove, Alicia Sanz, Francisco Ortiz, Jaime Olías, Lucía Guerrero, Lucía Díez, Nicolás Illoro, Juan Fernández, Pablo Álvarez, Ginés García Millán, Dani Tatay, David Castillo, Álvaro Rico, Hamid Krim i Zohar Liba.
El tràiler de la sèrie es va llançar el 12 de novembre de 2020. La sèrie es va estrenar el 18 de desembre de 2020.
El 12 de gener de 2021, la sèrie va ser renovada per a una segona temporada, que es va estrenar el 15 de juliol de 2021 a la plataforma Amazon Prime Video.

## Sinopsi
El Cid es basa en les aventures de Rodrigo Díaz de Vivar, un noble i cap militar burgalès de l'edat mitjana. El seu sobrenom variava segons els hispanomusulmans, que li deien El Cid i els cristians, que li deien El Campeador.
Aquest noble és un dels personatges més coneguts de l'Edat mitjana espanyola, sent el cavaller invicte que, a través de les seves gestes, va ser pilar fonamental en la conquesta de la Península dels regnes cristians. Era vassall dels monarques Sanç II i Alfons VI de Lleó, però també va servir a la Taifa de Saragossa i va lluitar contra els almoràvits en la península, conquistant la Taifa de València.
El famós noble es veurà embolicat en diferents batalles entre els regnes cristians i musulmans en la península ibèrica, així com guerres pel poder entre els regnes cristians.

## Rodatge
La primera temporada de El Cid va ser gravada en gran part a la província de Sòria: Almenar de Soria i el seu castell, a l'església de San Miguel de Almazán, Calatañazor, Duruelo de la Sierra i en les muntanyes d'Ucero, al parc natural del Cañón del Río Lobos. Així mateix, en la província de Burgos es van prendre escenes en Frías i al monument natural de Monte Santiago, mentre que a Saragossa es va gravar al palau de l'Aljafería. Altres localitzacions van incloure Albarrasí, Madrid (Col·legiata de San Isidro), San Martín de Valdeiglesias, Guadamur i La Adrada.

## Repartiment
- Jaime Lorente com Rodrigo Díaz de Vivar "El Cid", o Ruy.
- Lucía Guerrero com Jimena Díaz.
- José Luis García Pérez com Ferran I el Gran † (m. 1065).
- Elia Galera com la reina Sancha de Lleó.
- Alicia Sanz com la Infanta Urraca de Lleó.
- Lucía Díez com la Infanta Elvira de Lleó.
- Jaime Olías com Alfons VI el Brau de Lleó.
- Francisco Ortiz com Sanç Fernández II el Fort de Castella.
- Nicolás Illoro com Garcia de Galícia.
- Ginés García Millán com Ramir I d'Aragó † (m. 1063).
- Juan Echanove com a bisbe Don Bernardo.
- Juan Fernández com Rodrigo, l'avi de Rodrigo Díaz de Vivar (Flaín Muñoz) †.
- Carlos Bardem com a comte Flaín de Lleó † (m. 1065).
- Arturo De La Torre com Almotacén
- Dani Tatay com Beltrán Ramírez.
- Pablo Álvarez com Orduño Flaínez, fill del comte Flaín de Lleó.
- Alfons Nieto com Vellido.
- Sara Vidorreta com Ermesinda.
- Rodrigo Poisón com Velarde †.
- Daniel Albaladejo com Maestro Orotz.
- Álvaro Rico com Nuño †.
- Adrián Salzedo com Alvar.
- David Castillo com Lisardo.
- Ignacio Herráez com Trifón.
- Hamid Krim com Al-Muqtádir.
- Zohar Liba com Abu Bakr.
- Emilio Buale com Sábada.
- Sarah Perles com a Amina.
- Adil Koukouh com Mundir.
- Samy Khalil com Yusuf.

## Episodis

### Primera Temporada (2020)
| Núm. | Títol        | Direcció                                | Guió | Data d'emissió original |
| ---- | ------------ | --------------------------------------- | --- | ----------------------- |
| 1    | «La conjura» | Miguel Alcantud i Adolfo Martínez Pérez | Argument: Luis Arranz, Adolfo Martínez Pérez i José Velasco Guió: Luis Arranz i Adolfo Martínez Pérez                                                | 18 de desembre de 2020  |
| 2    | «Ordalía»    | Marco A. Castillo                       | Argument: Luis Arranz, Adolfo Martínez Pérez y José Velasco Guió: Luis Arranz y Adolfo Martínez Pérez                                                | 18 de desembre de 2020  |
| 3    | «Baraka»     | Miguel Alcantud                         | Argument: Luis Arranz, Adolfo Martínez Pérez y José Velasco Guió: Ángel Pariente, Cristina Pons, Felipe Mellizo, Adolfo Martínez Pérez y Luis Arranz | 18 de desembre de 2020  |
| 4    | «Campeador»  | Marco A. Castillo                       | Argument: Luis Arranz, Adolfo Martínez Pérez y José Velasco Guió: Cristina Pons, Felipe Mellizo, Adolfo Martínez Pérez y Luis Arranz                 | 18 de desembre de 2020  |
| 5    | «Expiación»  | Arantxa Echevarría                      | Argument: Luis Arranz, Adolfo Martínez Pérez y José Velasco Guió: Curro Royo, Adolfo Martínez Pérez y Luis Arranz                                    | 18 de desembre de 2020  |

### Segona Temporada (2021)
| Núm. total | Núm. de la temporada | Títol                    | Direcció              | Guió | Data d'emissió original |
| ---------- | -------------------- | ------------------------ | --------------------- | --- | ----------------------- |
| 6          | 1                    | «Promesas y tentaciones» | Alberto Ruiz Rojo     | Argument: Luis Arranz, Adolfo Martínez Pérez, Luis Moreno y José Velasco Guió: Nicolás Saad, Ángel E. Pariente, Adolfo Martínez Pérez y Luis Arranz  | 15 de juliol de 2021    |
| 7          | 2                    | «La carga del deber»     | Miguel Alcantud       | Argument: Luis Arranz, Adolfo Martínez Pérez, Luis Moreno y José Velasco Guió: Cristina Pons, Adolfo Martínez Pérez y Luis Arranz                    | 15 de juliol de 2021    |
| 8          | 3                    | «Viento de guerra»       | Manuel Carballo       | Argument: Luis Arranz, Adolfo Martínez Pérez, Luis Moreno y José Velasco Guió: Luis Moreno, Adolfo Martínez Pérez y Luis Arranz                      | 15 de juliol de 2021    |
| 9          | 4                    | «Emboscada»              | Adolfo Martínez Pérez | Argument: Luis Arranz, Adolfo Martínez Pérez, Luis Moreno y José Velasco Guió: Ángel E. Pariente, Cristina Pons, Adolfo Martínez Pérez y Luis Arranz | 15 de juliol de 2021    |
| 10         | 5                    | «El camino del odio»     | Marco A. Castillo     | Argument: Luis Arranz, Adolfo Martínez Pérez, Luis Moreno y José Velasco Guió: Felipe Mellizo, Nicolás Saad, Adolfo Martínez Pérez y Luis Arranz     | 15 de juliol de 2021    |